# Anthogorgia racemosa
Anthogorgia racemosa är en korallart som beskrevs av Thomson och Simpson 1909. Anthogorgia racemosa ingår i släktet Anthogorgia och familjen Acanthogorgiidae. Inga underarter finns listade i Catalogue of Life.